# Endococcus fusiger
Endococcus fusiger är en lavart som beskrevs av Theodor 'Thore' Magnus Fries och Almq. in Th. Fries. Endococcus fusiger ingår i släktet Endococcus, klassen Dothideomycetes, divisionen sporsäcksvampar och riket svampar. Arten är reproducerande i Sverige.